# بينول (إزار)
بينول هي بلدية في إزار في جنوب شرق فرنسا.